# Euploea swainson
Euploea swainson is een vlinder uit de familie Nymphalidae, onderfamilie Danainae.
De wetenschappelijke naam van de soort is voor het eerst geldig gepubliceerd in 1824 door Jean Baptiste Godart.
De soort komt voor in Indonesië en de Filipijnen.